# جانيس هولت غايلز
جانيس هولت غايلز (بالإنجليزية: Janice Holt Giles)‏ (28 مارس 1905 - 1 يونيو 1979)؛ روائية أمريكية.